# Tweede Kamerverkiezingen 2012/Kandidatenlijst/Partij voor Mens en Spirit
De kandidatenlijst voor de Tweede Kamerverkiezingen 2012 van de Partij voor Mens en Spirit (MenS) is op de algemene vergadering van 24 juni 2012 vastgesteld. Het bestuur had nog mogelijkheden tot toevoegingen/wijzigingen voor de plaatsen na nummer 10. Op 6 juli 2012 zijn kandidaat nr. 27 en 37 toegevoegd aan de lijst. De partij haalde 18.310 stemmen en kreeg daarmee geen zetel in de Tweede Kamer.

## De lijst
1. Lea Manders - 14.280
2. Leo Sonneveld - 553
3. Hans van Steenbergen - 232
4. Ruud Verdonk - 213
5. Erika Mauritz - 347
6. Ferdinand Zanda - 194
7. Peter Hendriksen - 149
8. Trix Kruger - 129
9. Martin Smeets - 237
10. Bianca Fens - 138
11. Alja Hoeksema - 89
12. Pauline Laumans - 163
13. Wayne Mosher - 48
14. Baukje Simons - 73
15. Janine van Twist - 77
16. Peter den Boer - 44
17. Anna van der Heijden - 137
18. Sung Bruijnen - 41
19. Vera Koenen - 72
20. Rieky Peeters - 40
21. Ron Houweling - 70
22. Louis Bervoets - 108
23. Arend Lammertink - 34
24. Rob Greuter - 38
25. Jos Gulikers - 115
26. Micha Kuiper - 37
27. Patrick Sakes - 46
28. Rascha Wisse - 32
29. Sayma Kuipers - 59
30. Laura Greijn - 46
31. Ingmar Deenen - 15
32. Mahmoud Ibrahim - 96
33. Dick Westra - 45
34. Rilana Hyndycz - 119
35. Roelof Timmer - 36
36. Menno Laaning - 48
37. Jan Razenberg - 110

2010 · 2012 ·
2017 (met andere partijen)
VVD · PvdA · PVV · CDA · SP · D66 · GroenLinks · ChristenUnie · SGP · Partij voor de Dieren · Piratenpartij · MenS · Nederland Lokaal · Libertarische Partij · DPK · 50PLUS · LibDem · Anti Europa Partij · SOPN · PvdT · Politieke Partij NXD